# Nooduitgang (single)
Nooduitgang is een single van de Nederlandse popgroep Het Goede Doel uit 1987. Het stond in 1986 als tiende track op het album Mooi en onverslijtbaar. De versie uitgebracht op single is een liveversie van het lied.

## Achtergrond
Nooduitgang is geschreven door Henk Temming en Henk Westbroek en geproduceerd door Sander van Herk en Henk Temming. Het is een nederpoplied waarin diverse situaties worden geschetst waarin de liedverteller wil ontsnappen via een nooduitgang. Het lied was de negende single van het album. B-kant van de single was The Sonic Ranger Rides Again, geschreven door Temming en van Herk.

## Hitnoteringen
Het lied bereikte in Nederland de twee grootste hitlijsten. In de Top 40 kwam het tot de 25e plek en stond het vier weken in de lijst. De piekpositie in de Nationale Hitparade was de 33e plek. Het was tien weken in deze hitlijst te vinden.